# NGC 158

NGC 158

إن جي سي 158 (NGC 158 )هو نجم مزدوج في كوكبة قيطس. وقد اكتشف من قبل فيلهلم تمبل في عام 1882.